# Wapen van Nepal

Wapen van Nepal.

Het wapen van Nepal werd op 30 december 2006 ingevoerd als teken van nationale verzoening na de Nepalese Burgeroorlog. Hiervoor had Nepal al andere wapens, waarvan de eerste in de jaren 20 van de 20e eeuw is ingevoerd.

## Beschrijving
Het wapen geeft een beeld van het hooggebergte van Nepal, en dan met name de Mount Everest. Deze wordt omgeven door de rododendron, de nationale bloem van Nepal. Onder het berglandschap zijn een vrouwen- en een mannenhand te zien die elkaar de hand geven, als symbool van gelijkheid. Onder deze handen zijn twee rode korenaren weergegeven op een gouden achtergrond, die het vruchtbare land van de Terai weergeven. Boven de berg is de vlag van Nepal te zien en helemaal onderaan is er een band geplaatst. In deze band staat in het Sanskriet met het Devanagarischrift de volgende tekst: जननी जन्मभूमिश्च स्वर्गादपी गरीयसी. (Jananī janmabhūmiśca svargādapi garīyasī - De moeder en het moederland zijn groter dan de hemel.)
Afghanistan · Armenië · Azerbeidzjan · Bahrein · Bangladesh · Bhutan · Brunei · Cambodja · China: Volksrepubliek / Republiek (Taiwan) · Cyprus · Filipijnen · Georgië · India · Indonesië · Irak · Iran · Israël · Japan · Jemen · Jordanië · Kazachstan · Kirgizië · Koeweit · Laos · Libanon · Malediven · Maleisië · Mongolië · Myanmar · Nepal · Noord-Korea · Oezbekistan · Oman · Oost-Timor · Pakistan · Palestina · Qatar · Rusland · Saoedi-Arabië · Singapore · Sri Lanka · Syrië · Tadzjikistan · Thailand · Turkmenistan · Turkije · Verenigde Arabische Emiraten · Vietnam · Zuid-Korea

Afhankelijke gebieden: Hongkong · Macau

Betwiste gebieden: Noord-Cyprus